# 2003-as Junior Eurovíziós Dalfesztivál
A 2003-as Junior Eurovíziós Dalfesztivál (angolul és dánul: Junior Eurovision Song Contest 2003) volt az első Junior Eurovíziós Dalfesztivál, melyet Dánia fővárosában, Koppenhágában rendeztek meg, mivel a verseny elődjét (MGP Nordic) is az országban tartották minden évben. A pontos helyszín a Forum Copenhagen volt. A versenyre 2003. november 15-én került sor.
16 ország erősítette meg a részvételét az első dalfesztiválra, beleértve Fehéroroszországot, amelynek ez volt az első eurovíziós szereplése, és előbb vett részt a gyermek dalversenyen, mint a felnőtt versenyen.
A verseny győztese a Horvátországot képviselő Dino Jelusić lett, aki 134 pontot összegyűjtve nyerte meg a döntőt, az ország első győzelmét aratva. Legközelebb 2014-ben sikerült a debütáló országnak megnyernie a dalversenyt. A Ti si moja prva ljubav című dal összesen három országtól kapott maximális 12 pontot. A második helyen Spanyolország, míg a harmadik helyen az Egyesült Királyság végzett. Lettország megszerezte legjobb eredményét, kilencedikek lettek, míg Dánia, Norvégia, Svédország és Lengyelország legrosszabb eredményét érte el. A dánok az ötödik, a norvégok a tizenharmadik, a svédek a tizenötödik, míg a lengyelek az utolsó helyen végeztek.

## A helyszín és a verseny
| Dánia Koppenhága |

Dániát arra kérték, hogy az első év házigazdája legyen a saját versenyeiken és az MGP Nordic-on szerzett tapasztalatok miatt. 2002. november 27-én erősítették meg, hogy Koppenhága lett a házigazda város, míg a verseny helyszínét csak később, 2003. január 8-án jelentették be. A 2003-es verseny pontos helyszíne a körülbelül 10 000 fő befogadására alkalmas Forum Copenhagen.
A verseny logója egy éneklő gyereket ábrázol, utalva a dalfesztivál lényegére.
A fellépési sorrendet 2003. október 6-án határozták meg Koppenhágában. Ekkor jelentették be a műsorvezetőket is.
Ez volt az első Eurovíziós verseny, amelyet 16:9 szélesvásznú és nagyfelbontású adásban sugároztak, de a műsorszolgáltatóknak a hagyományos 4:3 képarányban is felajánlották. Ez volt az első eurovíziós verseny is, ahol DVD-t adnak ki a versenyről. A verseny után úgy döntöttek, hogy a győztes ország nem feltétlenül ad otthont a következő versenynek, ezzel csökkentve a versenyzőkre nehezedő nyomást. A 2003-as verseny előtt bejelentették, hogy a következő évben az Egyesült Királyságban rendezik meg a dalversenyt, bár végül ez nem így történt.

### Műsorvezetők
2003 februárjában találgatások indultak a verseny potenciális házigazdájával kapcsolatban. Kezdetben az EBU bejelentette, hogy ezt a szerepet esetleg kiosztják az ír Ronan Keatingnek, aki az 1997-es Eurovíziós Dalfesztivál társműsorvezetője volt, bár ekkor még nem írták alá a szerződést. 2003. október 10-én azonban hivatalosan bejelentették, hogy a verseny házigazdája a Camilla Ottesen és Remee lesznek.

## A résztvevők
A versenyt szervező EBU eredetileg egy sorsolással választott ki tizenöt országot, melyek az első verseny mezőnyét alkották volna. A kisorsolt országok között szerepelt Németország és Szlovákia is, de végül nem vettek részt. Helyettük Ciprus, Fehéroroszország és Lengyelország csatlakozott Belgium, Dánia, az Egyesült Királyság, Görögország, Hollandia, Horvátország, Lettország, Macedónia, Málta, Norvégia, Románia, Spanyolország és Svédország mellé, így az első versenyen tizenhat ország vett részt.
A versenyt a résztvevőkön kívül Ausztrália, Észtország, Finnország, Koszovó, Németország, valamint Szerbia és Montenegró is közvetítette a versenyt.
| Ország             | Műsorsugárzó | Előadó              | Dal                    | Nyelv    | Dalszerző(k)                  |
| ------------------ | ------------ | ------------------- | ---------------------- | -------- | ----------------------------- |
| Belgium            | VRT          | X!NK                | De vriendschapsband    | holland  | Jonas Meukens Thomas Valkiers |
| Ciprus             | CyBC         | Theodora Rafti      | Mia efhi               | görög    | Theodora Rafti                |
| Dánia              | DR           | Anne Gadegaard      | Arabiens drøm          | dán      | Anne Gadegaard                |
| Egyesült Királyság | ITV          | Tom Morley          | My Song for the World  | angol    | Tom Morley                    |
| Fehéroroszország   | BTRC         | Volha Satsiuk       | Tantsuy                | belarusz | Katsiaryna Lipouskaya         |
| Görögország        | ERT          | Nicolas Ganopoulos  | Fili gia panta         | görög    | Nicolas Ganopoulos            |
| Hollandia          | AVRO         | Roel                | Mijn ogen zeggen alles | holland  | Roel Felius                   |
| Horvátország       | HRT          | Dino Jelusić        | Ti si moja prva ljubav | horvát   | Dino Jelusić                  |
| Lengyelország      | TVP          | Kasia Żurawik       | Coś mnie nosi          | lengyel  | Katarzyna Żurawik             |
| Lettország         | LTV          | Dzintars Čīča       | Tu esi vasarā          | lett     | Dzintars Čīča                 |
| Macedónia          | MRT          | Marija és Viktorija | Ti ne me poznavas      | macedón  | Irena Galabovska              |
| Málta              | PBS          | Sarah Harrison      | Like a Star            | angol    | Sarah Harrison                |
| Norvégia           | NRK          | 2U                  | Sinnsykt gal forelsket | norvég   | Charlot Daysh Kid Joki        |
| Románia            | TVR          | Bubu                | Tobele sunt viața mea  | román    | Bubu Cernea                   |
| Spanyolország      | RTVE         | Sergio              | Desde el cielo         | spanyol  | Sergio Jesús García Gil       |
| Svédország         | SVT          | The Honeypies       | Stoppa mig             | svéd     | Rebecka Laakso                |

## A versenyt megelőző időszak

### Nemzeti válogatók
A versenyre nevező 16 ország közül 1 belső kiválasztással, 15 nemzeti döntővel választotta ki versenyzőjét.
Belgium, Dánia, az Egyesült Királyság, Fehéroroszország, Görögország, Hollandia, Horvátország, Lengyelország, Lettország, Macedónia, Málta, Norvégia, Románia, Spanyolország és Svédország nemzeti döntő segítségével, míg Ciprus teljes belső kiválasztással választotta ki indulóját.
| Ország             | Választás módszere | Válogató / Bemutató műsor                                    | Közvetítő csatorna           | Kiválasztás / Bemutatás dátuma | Kiválasztás / Bemutatás dátuma |
| Ország             | Választás módszere | Válogató / Bemutató műsor                                    | Közvetítő csatorna           | Előadó                         | Dal                            |
| ------------------ | ------------------ | ------------------------------------------------------------ | ---------------------------- | ------------------------------ | ------------------------------ |
| Belgium            | nemzeti döntő      | Junior Eurosong                                              | VRT                          | 2003. július 7.                | 2003. július 7.                |
| Ciprus             | belső kiválasztás  | Nem rendeztek válogatóműsort                                 | Nem rendeztek válogatóműsort | 2003. szeptember 15.           | 2003. szeptember 15.           |
| Dánia              | nemzeti döntő      | MGP                                                          | DR1                          | 2003. május 3.                 | 2003. május 3.                 |
| Egyesült Királyság | nemzeti döntő      | Nem volt külön elnevezése a válogatóműsornak                 | ITV1                         | 2003. szeptember 6.            | 2003. szeptember 6.            |
| Fehéroroszország   | nemzeti döntő      | Sozvezdiye Nadezhd                                           | Belarusz-1                   | 2003. szeptember 6.            | 2003. szeptember 6.            |
| Görögország        | nemzeti döntő      | Eurovision Junior                                            | ERT                          | 2003. október 6.               | 2003. október 6.               |
| Hollandia          | nemzeti döntő      | Junior Songfestival                                          | Nederland 2                  | 2003. szeptember 20.           | 2003. szeptember 20.           |
| Horvátország       | nemzeti döntő      | Dječja Pjesma Eurovizije                                     | HRT 1                        | 2003. július 7.                | 2003. július 7.                |
| Lengyelország      | nemzeti döntő      | Krajowe Eliminacje do Konkursu Piosenki Eurowizji dla Dzieci | TVP                          | 2003. szeptember 28.           | 2003. szeptember 28.           |
| Lettország         | nemzeti döntő      | Bērnu Eirovīzija                                             | LTV1                         | 2003. június 8.                | 2003. június 8.                |
| Macedónia          | nemzeti döntő      | Junior EuroSong                                              | MRT1                         | 2003. június 28.               | 2003. június 28.               |
| Málta              | nemzeti döntő      | Junior Song For Europe                                       | PBS                          | 2003. szeptember 6.            | 2003. szeptember 6.            |
| Norvégia           | nemzeti döntő      | Melodi Grand Prix Junior                                     | NRK1                         | 2003. szeptember 6.            | 2003. szeptember 6.            |
| Románia            | nemzeti döntő      | Selecţia Naţională Eurovision Junior                         | TVR1                         | 2003. október 6.               | 2003. október 6.               |
| Spanyolország      | nemzeti döntő      | Eurojunior                                                   | RTVE                         | 2003. szeptember 22.           | 2003. szeptember 22.           |
| Svédország         | nemzeti döntő      | Lilla Melodifestivalen                                       | SVT1                         | 2003. október 14.              | 2003. október 14.              |

## Verseny

### Meghívott előadók
Az élő adás nyitó számát a Fu:el és a Dance Faction adta elő, bár ez nem szerepelt a televíziós közvetítésben. A félidőben a Busted a Crashed the Wedding  című dalt adta elő, de Charlie Simpson betegség miatt hiányzott. Másnap azonban jelen volt egy rádióinterjún az Egyesült Királyságban, ahol mind ő, mind a zenekar többi tagja azt sugallta, hogy ez valójában hazugság. Távollétének valódi oka az volt, hogy gyűlölte az eurovíziót. Az adás folyamán a Sugababes a Hole in the Head című dalt adta elő.

## Döntő
| #  | Ország             | Előadó              | Dal                    | Magyar fordítás              | Helyezés | Pontszám |
| -- | ------------------ | ------------------- | ---------------------- | ---------------------------- | -------- | -------- |
| 01 | Görögország        | Nicolas Ganopoulos  | Fili gia panta         | Örökké barátok               | 8.       | 53       |
| 02 | Horvátország       | Dino Jelusić        | Ti si moja prva ljubav | Te vagy az én első szerelmem | 1.       | 134      |
| 03 | Ciprus             | Theodora Rafti      | Mia efhi               | Egy kívánság                 | 14.      | 16       |
| 04 | Fehéroroszország   | Volha Satsiuk       | Tantsuy                | Tánc                         | 4.       | 103      |
| 05 | Lettország         | Dzintars Čīča       | Tu esi vasarā          | Te nyáron                    | 9.       | 37       |
| 06 | Macedónia          | Marija és Viktorija | Ti ne me poznavas      | Nem ismersz rám              | 12.      | 19       |
| 07 | Lengyelország      | Kasia Żurawik       | Coś mnie nosi          | Valami késztet a nyüzsgésre  | 16.      | 3        |
| 08 | Norvégia           | 2U                  | Sinnsykt gal forelsket | Őrülten szerelmesen          | 13.      | 18       |
| 09 | Spanyolország      | Sergio              | Desde el cielo         | A mennyből                   | 2.       | 125      |
| 10 | Románia            | Bubu                | Tobele sunt viața mea  | A dob az életem              | 10.      | 35       |
| 11 | Belgium            | X!NK                | De vriendschapsband    | Az életre szóló barátság     | 6.       | 83       |
| 12 | Egyesült Királyság | Tom Morley          | My Song for the World  | Dalom a világnak             | 3.       | 118      |
| 13 | Dánia              | Anne Gadegaard      | Arabiens drøm          | Arábia álma                  | 5.       | 93       |
| 14 | Svédország         | The Honeypies       | Stoppa mig             | Állíts meg!                  | 15.      | 12       |
| 15 | Málta              | Sarah Harrison      | Like a Star            | Mint egy csillag             | 7.       | 56       |
| 16 | Hollandia          | Roel                | Mijn ogen zeggen alles | A szemem mindent elárul      | 11.      | 23       |

## A szavazás és a nemzetközi közvetítések

### Szavazás
A szavazási rendszer megegyezett a hagyományos versenyen alkalmazott szavazási rendszerrel, vagyis minden ország a tíz kedvenc dalára szavazott, amelyek 1-8, 10 és 12 pontot kaptak. A szóvivők növekvő sorrendben hirdették ki a pontokat. A szavazás menete a fellépési sorrendben történt, vagyis Görögország volt az első szavazó és Hollandia az utolsó. A szavazás során öt ország váltotta egymást az élen: az elsőként szavazó Görögország pontjai után Ciprus állt az élen. Horvátország nyolc pontot adott Spanyolországnak, így nagyon rövid időre ők kerültek az első helyre, majd a Fehéroroszországnak adott tizenkét pont által ők vezettek. Ezután Spanyolország visszavette a vezetést, majd Lettország hét pontja az Egyesült Királyságot helyezte az első helyre, de a tizenkét pontnak köszönhetően Spanyolország ismét visszavette a vezetést. Norvégia tizenkét pontja után Horvátország állt az élre. Románia hét pontja után rövid időre megelőzte őket Fehéroroszország, majd a nyolc pontnak köszönhetően Spanyolország volt az első, de a tizenkét pont után ismét Horvátország vezetett. Dánia hat pontot adott Spanyolországnak, akik így ismét átvették a vezetést, de a nyolc pontot Horvátország kapta, akik így ismét élre álltak. Svédország hat pontja után rövid időre Horvátország és Spanyolország holtversenyben vezetett, de Horvátország nyolc pontot kapott, így ismét ők vezettek. Az utolsóként szavazó Hollandia hét pontot adott Spanyolországnak, akik így egy pont előnnyel vették át a vezetést, de a Horvátországnak adott tíz pont eldöntötte a versenyt. Így az első Junior Eurovíziós Dalverseny győztese a horvát Dino Jelusić lett. Érdekesség, hogy a győztes dalt a fellépési sorrendben másodikként adta elő, ahonnan az Eurovíziós Dalverseny legtöbb utolsó helyezettje került ki.
A győztes dal három országtól (Macedónia, Norvégia, Románia) gyűjtötte be a maximális 12 pontot, míg a legkevesebb 2 pontot a spanyolok adták. Emellett Horvátország mindegyik országtól kapott pontot. Ez rajtuk kívül még Fehéroroszországnak, Spanyolországnak, Belgiumnak, az Egyesült Királyságnak és a házigazda Dániának sikerült.
Az utolsó helyen, mindössze 3 ponttal Lengyelország végzett. Érdekesség, hogy a következő évben is a tabella legalján zártak (bár akkor Lettországgal együtt), és akkor is csak 3 pontot kaptak.

### Ponttáblázat
|                    | Szavazók    | Szavazók     | Szavazók            | Szavazók         | Szavazók   | Szavazók  | Szavazók      | Szavazók | Szavazók      | Szavazók | Szavazók | Szavazók           | Szavazók | Szavazók   | Szavazók | Szavazók  | Szavazók |
| Össz               | Görögország | Horvátország | Ciprusi Köztársaság | Fehéroroszország | Lettország | Macedónia | Lengyelország | Norvégia | Spanyolország | Románia  | Belgium  | Egyesült Királyság | Dánia    | Svédország | Málta    | Hollandia |          |
| ------------------ | ----------- | ------------ | ------------------- | ---------------- | ---------- | --------- | ------------- | -------- | ------------- | -------- | -------- | ------------------ | -------- | ---------- | -------- | --------- | -------- |
| Görögország        | 53          |              | 7                   | 12               | 1          | 5         | 1             | 1        | 7             |          | 5        | 2                  | 7        | 1          | 3        |           | 1        |
| Horvátország       | 134         | 10           |                     | 8                | 10         | 8         | 12            | 10       | 12            | 2        | 12       | 8                  | 8        | 8          | 8        | 8         | 10       |
| Ciprus             | 16          | 12           |                     |                  |            |           |               |          | 1             |          |          |                    | 3        |            |          |           |          |
| Fehéroroszország   | 103         | 5            | 12                  | 6                |            | 10        | 10            | 12       | 10            | 1        | 7        | 5                  | 5        | 4          | 7        | 6         | 3        |
| Lettország         | 37          |              | 5                   |                  | 8          |           | 4             | 3        | 3             |          | 1        | 3                  | 1        |            |          | 3         | 6        |
| Macedónia          | 19          |              | 10                  |                  | 2          |           |               |          |               |          |          |                    |          |            | 1        | 2         | 4        |
| Lengyelország      | 3           |              |                     |                  | 3          |           |               |          |               |          |          |                    |          |            |          |           |          |
| Norvégia           | 18          |              | 1                   |                  |            | 3         | 2             |          |               | 5        |          |                    |          | 3          | 4        |           |          |
| Spanyolország      | 125         | 8            | 8                   | 10               | 6          | 12        | 8             | 8        | 6             |          | 8        | 10                 | 12       | 6          | 6        | 10        | 7        |
| Románia            | 35          | 4            |                     | 5                |            | 2         | 5             | 2        |               | 6        |          | 6                  |          |            |          | 5         |          |
| Belgium            | 83          | 3            | 6                   | 2                | 7          | 4         | 6             | 6        | 4             | 8        | 3        |                    | 6        | 7          | 5        | 4         | 12       |
| Egyesült Királyság | 118         | 7            | 4                   | 7                | 12         | 7         | 3             | 7        | 5             | 10       | 10       | 4                  |          | 12         | 10       | 12        | 8        |
| Dánia              | 93          | 6            | 2                   | 4                | 5          | 6         | 7             | 5        | 8             | 12       | 6        | 7                  | 4        |            | 12       | 7         | 2        |
| Svédország         | 12          |              |                     | 1                |            |           |               |          | 2             | 3        |          |                    |          | 5          |          | 1         |          |
| Málta              | 56          | 2            | 3                   | 3                | 4          | 1         |               | 4        |               | 7        | 4        | 1                  | 10       | 10         | 2        |           | 5        |
| Hollandia          | 23          | 1            |                     |                  |            |           |               |          |               | 4        | 2        | 12                 | 2        | 2          |          |           |          |

### 12 pontos országok
Az alábbi országok kaptak 12 pontot a versenyen:
| Darab | Jutalmazott ország | Szavazó ország                 |
| ----- | ------------------ | ------------------------------ |
| 3     | Horvátország       | Macedónia, Norvégia, Románia   |
| 3     | Egyesült Királyság | Dánia, Fehéroroszország, Málta |
| 2     | Dánia              | Spanyolország, Svédország      |
| 2     | Fehéroroszország   | Horvátország, Lengyelország    |
| 2     | Spanyolország      | Egyesült Királyság, Lettország |
| 1     | Belgium            | Hollandia                      |
| 1     | Ciprus             | Görögország                    |
| 1     | Görögország        | Ciprus                         |
| 1     | Hollandia          | Belgium                        |

### Pontbejelentők
| 1. Görögország - Chloe Sofia Boleti 2. Horvátország - n.a. 3. Ciprus - n.a. 4. Fehéroroszország - n.a. 5. Lettország - David Daurins 6. Macedónia - n.a. 7. Lengyelország - n.a. 8. Norvégia - n.a. | 1. Spanyolország - Jimmy Castro 2. Románia - n.a. 3. Belgium - Judith Bussé 4. Egyesült Királyság - Sasha Stevens 5. Dánia - n.a. 6. Svédország - Siri Lindgren 7. Málta - n.a. 8. Hollandia - n.a. |

### Kommentátorok
| Ország              | Kommentátor                                 | Közvetítő csatorna    |
| Részt vevő országok | Részt vevő országok                         | Részt vevő országok   |
| ------------------- | ------------------------------------------- | --------------------- |
| Belgium             | Ilse Van Hoecke és Bart Peeters (hollandul) | VRT TV1               |
| Belgium             | Corinne Boulangier (franciául)              | RTBF                  |
| Ciprus              | N/A                                         | CyBC                  |
| Dánia               | Nicolai Molbech                             | DR1                   |
| Egyesült Királyság  | Mark Durden-Smith és Tara Palmer-Tomkinson  | ITV                   |
| Fehéroroszország    | Denis Kurian                                | Belarusz-1            |
| Görögország         | Masa Fasoula és Nikos Frantseskakis         | ERT1                  |
| Hollandia           | Angela Groothuizen                          | Nederland 1           |
| Horvátország        | N/A                                         | HRT                   |
| Lengyelország       | Jarosław Kulczycki                          | TVP2                  |
| Lettország          | Kārlis Streips                              | LTV1                  |
| Macedónia           | Milanka Rašik                               | MTV 1                 |
| Málta               | N/A                                         | PBS                   |
| Norvégia            | Stian Barsnes Simonsen                      | NRK1                  |
| Románia             | Ioana Isopecu és Alexandru Nagy             | TVR1                  |
| Spanyolország       | Fernando Argenta                            | TVE1                  |
| Svédország          | Victoria Dyring                             | SVT1                  |
| További országok    |                                             |                       |
| Ausztrália          | Kommentár nélkül                            | SBS (késleltetéssel)  |
| Észtország          | N/A                                         | ETV                   |
| Finnország          | Henna Vänninen és Olavi Uusivirta           | YLE TV2               |
| Németország         | N/A                                         | KiKA (késleltetéssel) |

## Hivatalos album
A Junior Eurovision Song Contest: Copenhagen 2003 (magyarul: Junior Eurovíziós Dalfesztivál: Koppenhága 2003) a 2003-as Junior Eurovíziós Dalfesztivál dalainak válogatáslemeze, melyet az Európai Műsorsugárzók Uniója és a Universal Music Group közösen jelentetett meg 2003. novemberében. Az album tartalmazza mind a 16 részt vevő ország dalát, valamint a dalverseny főcímdalát. Az albumon Ciprust nevét elírták, Cyprus helyett Cypres került rá.
| 1.    | Junior Eurovision Theme                    |                     | 3ː33 |
| 2.    | Fili gia panta (Görögország)               | Nicolas Ganopoulos  | 2ː59 |
| 3.    | Ti si moja prva ljubav (Horvátország)      | Dino Jelusić        | 2ː53 |
| 4.    | Mia efhi (Ciprus)                          | Theodora Rafti      | 3ː00 |
| 5.    | Tantsuy (Fehéroroszország)                 | Volha Satsiuk       | 2ː58 |
| 6.    | Tu esi vasarā (Lettország)                 | Dzintars Čīča       | 3ː03 |
| 7.    | Ti ne me poznavas (Macedónia)              | Marija és Viktorija | 3:00 |
| 8.    | Coś mnie nosi (Lengyelország)              | Kasia Żurawik       | 2ː59 |
| 9.    | Sinnsykt gal forelsket (Norvégia)          | 2U                  | 2ː48 |
| 10.   | Desde el cielo (Spanyolország)             | Sergio              | 3ː00 |
| 11.   | Tobele sunt viața mea (Románia)            | Bubu                | 2ː57 |
| 12.   | De vriendschapsband (Belgium)              | X!NK                | 2ː57 |
| 13.   | My Song for the World (Egyesült Királyság) | Tom Morley          | 3ː54 |
| 14.   | Arabiens drøm (Dánia)                      | Anne Gadegaard      | 2ː41 |
| 15.   | Stoppa mig (Svédország)                    | The Honeypies       | 2ː45 |
| 16.   | Like a Star (Málta)                        | Sarah Harrison      | 3ː00 |
| 17.   | Mijn ogen zeggen alles (Hollandia)         | Roel                | 3ː00 |
| 47:04 |                                            |                     |      |

## Térkép

Részt vevő országok.

## Lásd még
- 2003-as Eurovíziós Dalfesztivál
- 2003-as Fiatal Táncosok Eurovíziója

## Külső hivatkozások
- A verseny hivatalos oldala
- A 2003-as verseny adatlapja a junioreurovision.tv-n
- A 2003-as verseny